# わたしが死んだ夜
『わたしが死んだ夜』（わたしがしんだよる）は、曽祢まさこによる日本の漫画。『なかよし』（講談社）にて1979年1月号、2月号に連載された。

## あらすじ
誰しもが根拠もなく双児は仲が良いと決めつけるが、必ずしも仲が良いとは限らない。
一卵性双生児の姉妹クレアとエバは同じ姿がすぐ近くにあることに不快に感じていたが、周囲は双児だから仲が良いと勝手に思い込んで2人を余計に苛立たせていた。悪化するばかりの2人の間に決定的な亀裂が生じたのは、レインという男性にクレアとエバが惹かれてしまったことに端を発する。両親のいない夜にある勝負をし、勝ったクレアはエバに髪を切り、レインから手を引くよう要求し、「あなたはもう死んだも同じ」と勝ち誇った。エバは約束通りレインから距離を置くようになり、クレアはレインと付き合い始める。しかし、クレアはほどなくレインから別れを告げられる。彼はエバに惹かれていたのだった。勝ったのは自分なのに、と納得できないクレア。髪を切ってエバと完全に同じ姿にして試しても、レインは「エバはこんなことしない」と彼女の肩を持ち、追いつめられたクレアは彼を殴りつけてしまう。レインの命には別状なく、クレアもほどなく意識を取り戻すが、自身をクレアと呼ぶ人間の言葉は届かない。両親ですらも。クレアはレインは死んだと認識し自分自身をエバだと思い込んでいた。母親がエバと呼べば「なあに？ママ」と笑顔で答えるクレア。「あなたはもう死んだも同じ」と勝ち誇ったクレアはもういない。彼女がその言葉で殺したのは、彼女自身の心だった。

### 登場人物
クレア・ハミルトン
主人公のひとり。アメリカ・マサチューセッツ州に住む高校一年生の少女。エバとは一卵性双生児の姉妹だが、どちらが姉でどちらが妹かは不明。
エバ・ハミルトン
もうひとりの主人公。エバとは外見や性格、嗜好まで瓜二つ。
レイン・トーマス
クレアとエバの二つ上の他校生。
エドウィン
クレアとエバのいとこ。二人の祖母エリザベスの再婚相手の連れ子の息子であり、クレアやエバとは血が繋がっていない。
エリザベス・ハミルトン
クレアとエバの祖母。
ヘンリー・ハミルトン
クレアとエバの祖父・
アーネスト・ハミルトン
ヘンリーの弟。

## 書籍情報
- わたしが死んだ夜、初版発行日1979年11月5日
  - 緋色のマドモアゼル（なかよしデラックス1979年）